# Synagoga w Mielniku
Synagoga w Mielniku – synagoga znajdująca się w Mielniku przy placu Tadeusza Kościuszki, czyli mielnickim rynku.
Synagoga została zbudowana w pierwszej połowie XIX wieku. W latach 20. XX wieku, została gruntownie odnowiona po zniszczeniach wojennych. Podczas II wojny światowej hitlerowcy zdewastowali synagogę. 
Po zakończeniu wojny budynek synagogi został przebudowany z przeznaczeniem na prywatny dom mieszkalny. Obecnie znajduje się w niej galeria sztuki VAVA. Na ścianie znajduje się tablica pamiątkowa, informująca o dawnym przeznaczeniu budynku.